# Hořín
Hořín är en ort i Tjeckien.   Den ligger i regionen Mellersta Böhmen, i den centrala delen av landet, 29 km norr om huvudstaden Prag. Hořín ligger 164 meter över havet och antalet invånare är 723.
Terrängen runt Hořín är platt. Runt Hořín är det ganska tätbefolkat, med 185 invånare per kvadratkilometer. Närmaste större samhälle är Mělník, 0,94 km nordost om Hořín. Runt Hořín är det i huvudsak tätbebyggt.